# Strophurus taeniatus
Strophurus taeniatus är en ödleart som beskrevs av  Einar Lönnberg och ANDERSSON 1913. Strophurus taeniatus ingår i släktet Strophurus och familjen geckoödlor. Inga underarter finns listade i Catalogue of Life.